# Antz
Antz (en España, Antz (Hormigaz); en Hispanoamérica, Hormiguitaz o Antz: Hormiguitaz) es una película de animación por computadora producida por DreamWorks Animation (la primera de esta productora) en 1998. Es una de las primeras películas animadas enteramente por computadora. En su versión original, los actores Woody Allen, Sharon Stone, Jennifer Lopez, Sylvester Stallone, Dan Aykroyd, Anne Bancroft y Gene Hackman se encargaron de aportar las voces de los personajes, incluso algunos de ellos tienen similitudes faciales con los actores que interpretaron sus voces.

## Argumento
Z es una hormiga neurótica e insegura que forma parte de una colonia de millones de hormigas. Z nació siendo un obrero y se queja constantemente de su labor, algo que su amiga Azteca se toma a la ligera. Mientras, Bala la princesa de la colonia se queja de su monótona y aburrida vida, mientras su madre la Reina le dice que debe asumir su papel dentro de la colonia al igual que el resto de hormigas. Un día, Z va a una discoteca junto a su mejor amigo, Weaver, una hormiga soldado de carácter alegre y muy buen amigo de Z. Mientras estaba en la barra de la discoteca, un borracho le dice a Z que existe un mágico lugar llamado Insectopía donde todas las hormigas son iguales y donde no hay necesidad de trabajar para conseguir comida. Z no se cree la historia del borracho, pero de repente, Bala que estaba buscando un rato de diversión se acerca a Z y le propone bailar, Z se enamora locamente de Bala. Pero mientras bailan, Z se ve enfrascado en una refriega y se separa de Bala.
Esa misma noche, Z le pide a su amigo Weaver que le cambie su puesto para el desfile del día siguiente para poder volver a ver a Bala, Weaver accede a regañadientes. Z pensaba que el desfile era una mera instrucción militar, pero los Altos Mandos militares planean una guerra contra las termitas pues estas supuestamente han invadido su territorio. El General Mandible, jefe supremo de los ejércitos los arenga a la batalla y los soldados parten hacia el territorio de las termitas. Durante el viaje, Z se hace amigo de un soldado llamado Barbatus que promete protegerle de todo peligro. Las hormigas llegan al campo de batalla pero las termitas no se han presentado, pero todo es una emboscada y las hormigas y las termitas se terminan enfrentando entre ellas con clara superioridad de estas últimas. Z perseguido por una termita cae a un agujero durante la batalla. Al final de esta, Z sale de su escondite y descubre que en el campo de batalla hay miles de hormigas muertas y cientos de termitas muertas. Entre el desastre, Z descubre la cabeza de Barbatus cortada y este muere poco después.
Z regresa al hormiguero donde es recibido como un héroe militar y distinguido por el propio general Mandible. Z es presentado ante la Reina y la princesa Bala que lo reconoce como un obrero, Mandible ordena su arresto y Z toma a Bala de rehén y ambos caen por un pasadizo a la superficie. Z y Bala quedan a la intemperie y Z le propone ir a buscar Insectopía, Bala acepta a regañadientes. Finalmente logran llegar a Insectopía tras muchos problemas. Mientras, en el hormiguero, la rebelión de Z ha azuzado a las demás hormigas obreras que se han rebelado contra sus jefes debido al mal trato y a las pésimas condiciones. Mandible para arreglar la situación dice que Z solo piensa en sí mismo y que cuando se acabe la construcción del Mega Túnel se mejoraran los derechos de estos, los obreros regresan al trabajo. Mientras, Weaver ha ocupado el lugar de Z en sus labores como obrero y comienza a salir con la amiga de este, Azteca. Durante el discurso de Mandible, este reconoce a Weaver entre la multitud y lo ordena ir a su presencia, también le ordena al coronel Cutter que vaya a buscar a la princesa Bala. Mandible interroga sin piedad a Weaver que se niega a hablar sobre el paradero de Z, pero Mandible amenaza con matar a Azteca, y Weaver finalmente confiesa que Z está en Insectopía, además, Mandible ordena a Cutter que mate a Z.
Cutter logra devolver a Bala al hormiguero, pero Z se le escapa. Bala es llevada ante Mandible y descubre los planes del general y es encerrada dentro de la sala de interrogatorios. Z regresa al hormiguero donde se reencuentra con Bala y se besan. Entonces, ambos descubren el plan de Mandible, planea matar a la Reina y a todas las hormigas obreras pues la construcción del Mega Túnel da hasta un lago cercano, además, Mandible ha eliminado a todos los soldados leales a la Reina en aquella batalla perdida contra las termitas. Z y Bala deciden convencer a todas las hormigas de que cesen de cavar. Pero es muy tarde y el hormiguero comienza a inundarse. Mientras, en la superficie, Mandible junto al coronel Cutter y a sus tropas les dice que llegó el momento de crear un nuevo futuro. Las hormigas atrapadas deciden crear una torre de hormigas para llegar a la superficie, Z logra llegar a la superficie pero cuando Mandible intenta arrojarlo al vacío, Cutter lo golpea y ayuda a Z a subir, pero Mandible furioso carga contra Cutter, pero Z se interpone y Z y Mandible caen al vacío, Z cae al agua pero Mandible se estrella contra una rama seca muriendo. Cutter salva a Z y ordena a los soldados salvar a las hormigas, ya todos a salvo, Z y Bala se casan y crean una nueva colonia con Cutter como su general.

## Recepción
La película ha recibido críticas muy positivas del público, y la crítica. En el sitio Rotten Tomatoes la película tiene un alto índice aprobatorio del 96% basado en 89 reseñas, con un índice de audiencia promedio de 7.7/10. El consenso del sitio afirma: "Con un gran reparto de voces, una buena animación y grandes dosis de humor, Antz deleitará a los niños y a los adultos por igual".

## Producción

### Desarrollo y escritura
En 1988, Walt Disney Feature Animation lanzó una película llamada Army Ants, sobre una hormiga obrera pacifista que enseña lecciones de pensamiento independiente a su colonia militarista. Años después, Jeffrey Katzenberg, entonces presidente de la división de cine de Disney, había dejado la compañía en una disputa con el CEO Michael Eisner por el puesto vacante de presidente después de la muerte de Frank Wells. Katzenberg luego ayudaría a cofundar DreamWorks Pictures con Steven Spielberg y David Geffen, y los tres planearon rivalizar con Disney con la nueva división de animación de la compañía. Katzenberg en DreamWorks comenzó a desarrollar proyectos y sugirió mientras estaba en Disney, incluido El Príncipe de Egipto, una colaboración con Aardman Animations que resultó en Chicken Run, Sinbad y Army Ants.
La producción comenzó en mayo de 1996, después de que la producción ya había comenzado en El Príncipe de Egipto. DreamWorks había contratado Pacific Data Images (PDI) en Palo Alto, California, para comenzar a trabajar en películas animadas por computadora para rivalizar con las de Pixar. Woody Allen fue elegido para el papel principal de Z, y gran parte del humor característico de Allen está presente en la película. El propio Allen hizo algunas reescrituras no acreditadas al guion, para que el diálogo se adaptara mejor a su estilo de comedia.[cita requerida] Una línea alterada de una de sus primeras películas dirigidas, Everything You Always Wanted to Know About Sex* (*But Were Afraid to Ask) fue incluida: - "Te iba a incluir en mis fantasías más eróticas ..."

## Reparto
Actor de doblaje (Original)
- Woody Allen como Z-4196 "Z", una hormiga trabajadora idealista pero ansiosa.
- Gene Hackman como General Mandible, el oficial general arrogante y mezquino de la hormiga militar. También es el novio de la princesa Bala.
- Sharon Stone como la Princesa Bala, la hija de la Reina Hormiga, la prometida de Mandible y el interés amoroso de Z.
- Sylvester Stallone como Cabo Weaver, una valiente hormiga soldado y el mejor amigo de Z que se convierte en el novio de Azteca.
- Jennifer Lopez como Azteca, otra amiga de Z y una hormiga trabajadora que se convierte en la novia de Weaver.
- Christopher Walken como Coronel Cutter, una hormiga voladora que sirve como paciente y consejero empático de Mandible que se desilusiona por las acciones del general.
- Danny Glover como sargento de Estado Mayor Barbatus, una hormiga soldado que se hace amiga de Z durante la lucha contra las termitas.
- Anne Bancroft como la Reina Hormiga, la madre de la Princesa Bala y la gobernante de las hormigas.
- Dan Aykroyd como Chip the Wasp, una avispa con la que Z se hace amigo.
- Grant Shaud como The Foreman, el jefe de las hormigas obreras.
- John Mahoney como Grebs, una hormiga borracha que hablaba de Insectopia.
- Jane Curtin como Muffin "Muffy" the Wasp, la esposa de Chip.
- Paul Mazursky como psiquiatra de Z.
- Jerry Sroka como barman, el barman sin nombre del bar que frecuentan Z y Weaver.

### Doblaje
Actor de doblaje (Hispanoamericano) - Actor de doblaje (España)
- Moisés Palacios -  Jon Crespo - Z
- Cristina Camargo - Ana García Olivares - Princesa Bala
- Liza Willert (Q. E. P. D.) - Lucía Esteban (Q. E. P. D.) - Reina
- Emilio Guerrero - Juan Miguel Cuesta - Gral. Mandíbula/Mandible
- Rafael Rivera - Javier Dotú - Coronel Cutter
- Arturo Mercado - Luis Bajo - Weaver
- Cony Madera - Ana Fernández - Azteca
- Humberto Solórzano - Juan Perucho - Barbatus
- Carlos del Campo - Miguel Ángel del Hoyo - Chip
- Araceli de León (Q. E. P. D.) - Isabel Donate - Muffy
- Yamil Atala - Fernando de Luis - Capataz
- Arturo Casanova (Q. E. P. D.) - Juan Fernández Mejías - Borracho
- Raúl de la Fuente (Q. E. P. D.) - Eugenio Barona - Psicólogo

### Créditos técnicos

#### Doblaje mexicano
- Director del doblaje: Francisco Colmenero
- Empresa de doblaje: Grabaciones y Doblajes S.A.

## Premios

### 1999
- - ASCAP - Top Box Office Films
  - BMI Film & TV Awards - BMI Film Music Award
  - Golden Reel - Best Sound Editing - Music - Animated Feature